# Beiji qianjin yaofang
Beiji qianjin yaofang (en chino tradicional, 備急千金要方; pinyin, Bèijí qiānjīn yàofāng), literalmente Fórmulas esenciales que valen mil en oro para emergencias, es un texto médico chino de Sun Simiao publicado por primera vez en 652. Una secuela se publicó en 682.

## Autoría
Beiji qianjin yaofang fue escrito por Sun Simiao, uno de los médicos más renombrados de la historia de la medicina tradicional china. En el prefacio del texto, Sun explica sus motivaciones para compilar miles de remedios:

Encuentro que todos los libros de fórmulas son volúmenes masivos. Si uno se encuentra de repente con una emergencia, es muy difícil buscar el remedio. Cuando se adquiere la fórmula, la enfermedad ya se ha vuelto incurable. ¡Pobre de mí! Agonizo por la calamidad de la muerte prematura y lamento las locuras causadas por el aprendizaje crudo. Luego recopilé ampliamente varios clásicos. Eliminé las fórmulas complicadas y me aseguré de mantener las simples, produciendo así un libro de Fórmulas esenciales que valen mil en oro para emergencias.

## Historial de publicaciones
El texto se completó y se publicó por primera vez en 652. Una secuela, titulada Qianjin yifang (千金翼方; literalmente Suplemento de fórmulas que valen mil en oro), se publicó en 682. Beiji qianjin yaofang y su secuela fueron reeditados en la dinastía Song por el funcionario Lin Yi (林億) y sus colegas en Jiaozheng yishu ju (校正醫書局; literalmente Oficina de Edición de Textos Médicos); ambos textos se volvieron a publicar en 1066.

### Citas
1. 1 2 3 4  Hsu, 2013, p. 926.
2. 1 2  Liu, 2021, p. 106.
3. 1 2  Liu, 2021, p. 111.
4. ↑  Lo y Junqueira, 2022, p. 304.
5. ↑  Lo y Junqueira, 2022, p. 314.
6. ↑  Liu, 2021, p. 119.
7. 1 2  Liu, 2021, p. 112.
8. ↑  Goldschmidt, 2022, p. 142.
9. 1 2  Liu, 2021, p. 114.
10. ↑  Sul, 2022, p. 124.
11. ↑  Liu, 2021, p. 113.
12. ↑  Liu, 2021, p. 109.
13. 1 2  Bertschinger, 2008, p. 1851.
14. ↑  Shinno, 2016, p. 122.